# Takaya Kurokawa
Takaya Kurokawa (黒河 貴矢 Kurokawa Takaya?), född 7 april 1981, är en japansk tidigare fotbollsspelare.
I augusti 2004 blev han uttagen i Japans trupp till fotbolls-OS 2004.